# Stazione di Okamoto (Tochigi)
La stazione di Okamoto (岡本駅?, Okamoto-eki) è una stazione ferroviaria situata della città di Utsunomiya, nella prefettura di Tochigi, ed è servita dalla linea principale Tōhoku sulla quale sono esercitati i servizi Utsunomiya e Karasuyama della JR East.

## Servizi ferroviari
East Japan Railway Company
■ Linea Utsunomiya (servizio della linea Tōhoku)
■ Linea Karasuyama (servizio)

## Struttura
La stazione è dotata di un marciapiede a isola centrale con due binari passanti in superficie.
| 2 | ■ Linea Utsunomiya | per Utsunomiya, Oyama, Ōmiya, Akabane e Ueno |
| 4 | ■ Linea Utsunomiya | per Ujiie, Yaita e Kuroiso                   |
| 4 | ■ Linea Karasuyama | per Niita, Ōgane e Karasuyama                |

## Stazioni adiacenti
| «                | Servizio         | »                |
| Linea Utsunomiya | Linea Utsunomiya | Linea Utsunomiya |
| Linea Karasuyama | Linea Karasuyama | Linea Karasuyama |
| ---------------- | ---------------- | ---------------- |
| Utsunomiya       | Tutti i treni    | Hōshakuji        |